# Verwaltungsgemeinschaft Forst Hermannseck
In der Verwaltungsgemeinschaft Forst Hermannseck waren im sachsen-anhaltischen Landkreis Merseburg-Querfurt die Gemeinden Grockstädt, Leimbach, Schmon, Vitzenburg, Weißenschirmbach und Ziegelroda zusammengeschlossen. Am 1. Januar 2004 wurde sie aufgelöst, indem die Mitgliedsgemeinden in die Stadt Querfurt eingegliedert wurden.